# Botkyrka församling

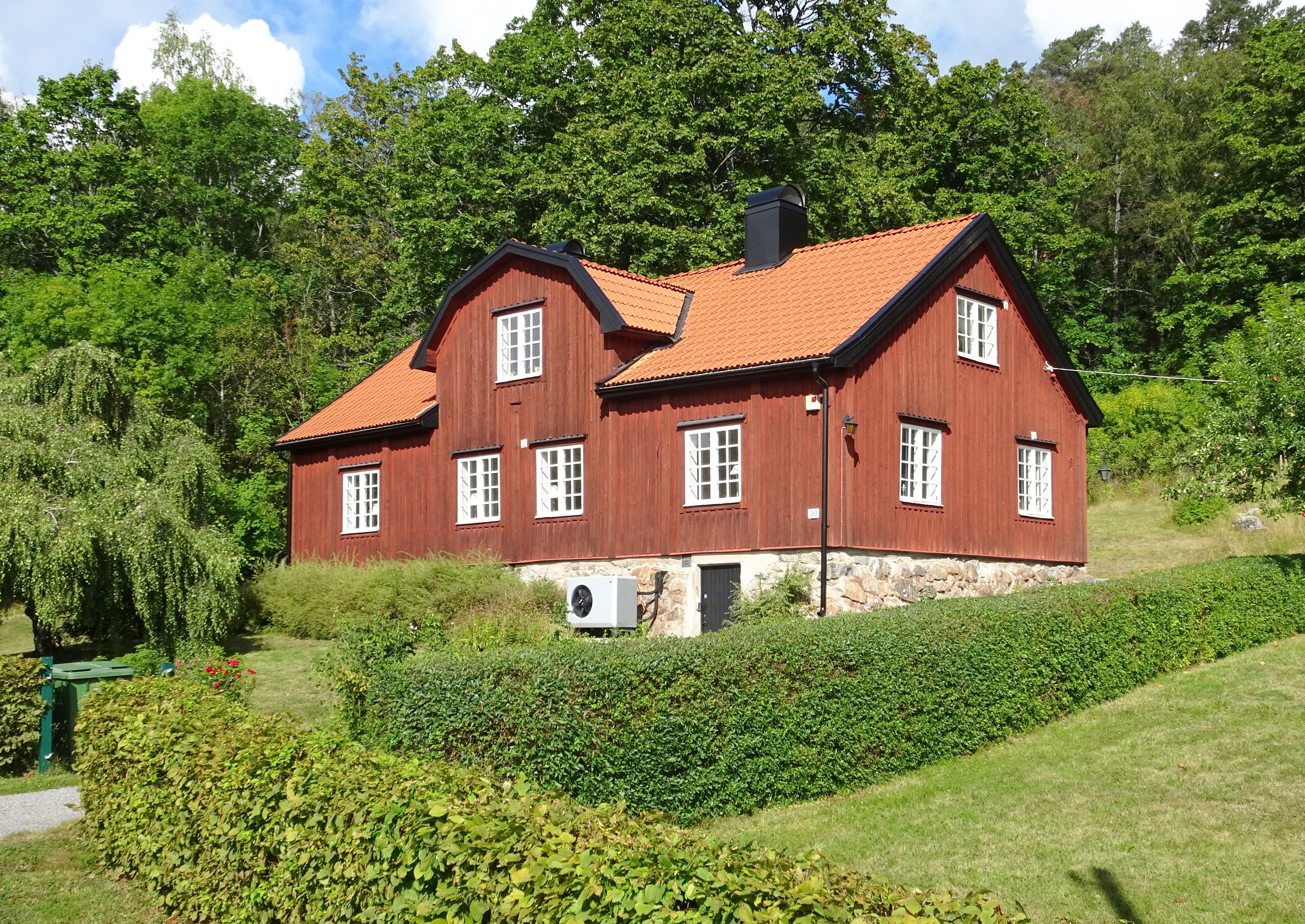
Gamla Klockargården är Botkyrkas församlingshem.

Botkyrka församling är en församling i Huddinge-Botkyrka kontrakt i Stockholms stift. Församlingen ligger i Botkyrka kommun i Stockholms län och utgör ett eget pastorat. 
Församlingen är Sveriges näst folkrikaste med och hade 2011 cirka 30 000 kyrkotillhöriga. Församlingen, liksom kyrkan och kommunen, är uppkallad efter Sankt Botvid, ett lokalt helgon.

## Administrativ historik
Församlingen har medeltida ursprung. Mellan 1939 och 1961 var församlingen uppdelad i två kyrkobokföringsdistrikt: Botkyrka kbfd (022701) och Tumba kbfd (022702).
Församlingen var före 1939 moderförsamling i pastoratet Botkyrka och Salem för att därefter utgöra ett eget pastorat. Ur församlingen utbröts 1974 Tumba församling och 1992 Tullinge församling. Dessa både återuppgick 2006 i Botkyrka församling.

## Areal
Botkyrka församling omfattade den 1 november 1975 (enligt indelningen 1 januari 1976) en areal av 23,1 kvadratkilometer, varav 20,3 kvadratkilometer land.

## Distrikt och kyrkor
Botkyrka församling är uppdelat i tre distrikt. Dessa är Norra Botkyrka (där Botkyrka kyrka och Ljusets kyrka ingår), Tumba/Ängskyrkan (med Ängskyrkan och Tumba kyrka), Tullinge (med Tullinge kyrka och Lida idrottskyrka). Varje distrikt har en verksamhetschef (tidigare kallades de distriktsledare, annars vanligtvis kallat församlingsherde) och delvis olika verksamhet. Församlingen äger sedan 2005 Tullinge gård.
- Botkyrka kyrka
- Tumba kyrka
- Ängskyrkan
- Tullinge kyrka
- Lida idrottskyrka
- Ljusets kyrka
- Norsborgskyrkan, som avsakraliserades den 19 september 2004 och inte längre används av församlingen.

## Kyrkoherdar
Beatrice Lönnqvist är sedan 2017 kyrkoherde i Botkyrka församling.

## Organister
| Ämbetstid | Namn                           | Levnadstid | Övrigt    |
| --------- | ------------------------------ | ---------- | --------- |
| 1932–1964 | Gösta Emil Laurentius Westblad | 1902–1986  | Organist. |

## Organister och klockare
| Verksam   | Namn           | Levnadstid | Övrigt                |
| --------- | -------------- | ---------- | --------------------- |
| 1730      | Petter Dahl    |            | Klockare              |
| 1740-1755 | Lars Larsson   |            | Klockare              |
| 1757-1790 | Olof Lennström | 1735-1790  | Klockare              |
| 1790-1810 | Olof Åhrman    | 1749-      | Klockare och organist |